# Teatro del mar Nero della prima guerra mondiale
Il teatro del Mar Nero della prima guerra mondiale fu caratterizzato essenzialmente dagli scontri tra le flotte dell'Impero russo e dell'Impero ottomano (che utilizzò anche navi tedesche), ovvero le due grandi potenze della regione del Mar Nero. Le operazioni nel settore si conclusero, in pratica, nel novembre 1917, quando vi fu il collasso dell'impero zarista a causa della rivoluzione russa.

## Le parti contrapposte
I principali contendenti nel Mar Nero erano quindi la flotta del Mar Nero della Voenno Morskoj Flot Rossijskoj Imperii zarista e la Osmanlı Donanması ottomana.
La marina imperiale russa nel Mar Nero, nel 1914, era composta da cinque navi da battaglia pre-dreadnought, due incrociatori leggeri, oltre ad un certo numero di cacciatorpediniere, torpediniere e sommergibili. La principale base operativa era a Sebastopoli ed era sotto il comando dell'ammiraglio Andrej Ėbergard.
La marina ottomana, invece, era in una fase di transizione. Poteva contare su due pre-dreadnought, una nave da difesa costiera, due incrociatori protetti ed alcuni cacciatorpediniere. Complessivamente, quindi, era formata da unità piuttosto obsolete. Tuttavia, prima dell'inizio della guerra, erano state ordinate alla Gran Bretagna due navi da battaglia moderne, la Reşadiye e la Sultan Osman I. Allo scoppio delle ostilità, queste vennero requisite dalla Royal Navy: la cosa provocò notevoli frizioni con i turchi, anche perché i soldi per le due unità erano stati raccolti con una grande sottoscrizione popolare, alla quale avevano partecipato anche le classi più povere del Paese.
La flotta ottomana, tuttavia, fu rinforzata da due unità tedesche, l'incrociatore da battaglia SMS Goeben e l'incrociatore leggero SMS Breslau. Queste due navi erano state sorprese nel Mar Mediterraneo all'inizio delle ostilità. Le due unità riuscirono a sfuggire alla caccia delle forze navali inglesi e francesi, ed a rifugiarsi presso gli ottomani. Dal novembre 1914 vennero inquadrate, ufficialmente, nella locale marina con i nomi, rispettivamente, di Yavuz Sultan Selim e di Midilli.

## Le operazioni navali

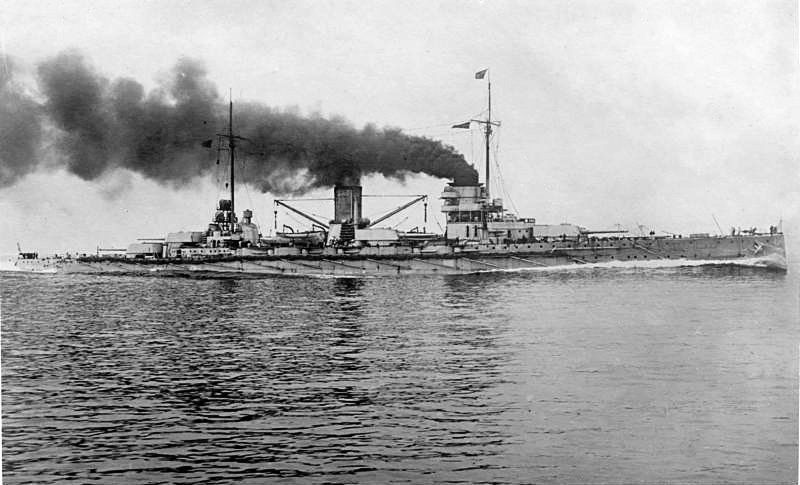
Il Goeben in navigazione

Le azioni navali iniziarono il 29 ottobre 1914, quando le navi tedesche ed ottomane bombardarono alcune città russe. In generale, le attività nel Mar Nero furono caratterizzate da azioni piuttosto isolate, con i comandanti di entrambe le parti che cercavano di capitalizzare al meglio il loro vantaggio tattico con attacchi a sorpresa. Uno dei grandi protagonisti fu il Goeben: questa era una nave particolarmente moderna, in grado di affrontare con successo praticamente tutte le navi zariste in servizio (prese singolarmente). I russi utilizzarono le loro navi principalmente per appoggiare le operazioni terrestri sul Caucaso. Tuttavia, le azioni di bombardamento dovevano essere condotte in massa, a causa del fatto che una piccola forza navale avrebbe potuto essere annientata da un intervento del Goeben.
Comunque, gli zaristi acquisirono il dominio del Mar Nero a partire dal 1916, in seguito all'ingresso in servizio di due moderne navi da battaglia. Le azioni navali proseguirono fino al novembre 1917, quando la rivoluzione russa provocò la paralisi delle attività militari. In seguito alla pace di Brest-Litovsk, gran parte della flotta del Mar Nero finì in mani tedesche e cessò praticamente di esistere.

### 1914
La prima azione navale dell'Impero ottomano venne condotta il 29 ottobre 1914. Le navi turche, in pratica, attaccarono le installazioni portuali russe senza alcuna dichiarazione di guerra, approfittando anche per stendere dei banchi di mine.
- Sebastopoli: cannoneggiata dal Goeben, che rimase anche colpito dai proiettili sparati dalle batterie costiere. Tornando alla base, l'incrociatore da battaglia incontrò ed affondò il posamine Prut da 5400 tonnellate.
- Odessa: i cacciatorpediniere della marina ottomana attaccarono la città, affondando la cannoniera Donets ed altre unità.
- Feodosia: cannoneggiata dagli incrociatori Hamidiye e Breslau.
- Novorossisk: cannoneggiata da un incrociatore turco.

Il 18 dicembre 1914, i russi inviarono le loro cinque pre-dreadnought Evstafi, Ioann Zlatoust, Panteleimon, Rotislav e Tri Sviatitelia a bombardare Trebisonda. Il Goeben e il Breslau uscirono in mare per intercettare la squadra nemica. Le uniche navi a venire in contatto furono l'incrociatore da battaglia tedesco e la Evstafi. La prima riuscì a piazzare quattro colpi sulla nave zarista, ricevendone uno. Pochi giorni dopo, il Goeben venne danneggiato da due mine e rimase fuori servizio fino al maggio 1915.

### 1915

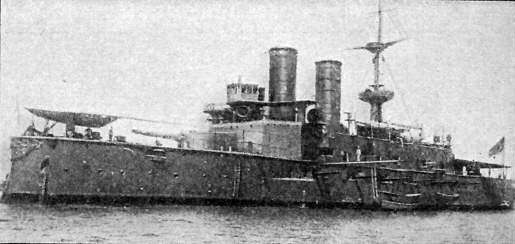
La Mesudiye.

Il 3 aprile 1915 i turchi persero una delle loro maggiori unità. Una squadra di sei navi (Mecidiye ed Hamidiye, scortati da quattro torpediniere) venne inviata a cannoneggiare Odessa. Tuttavia, quando erano a 15 miglia dall'obiettivo, l'incrociatore protetto Mecidiye urtò una mina ed affondò. Lo scafo della nave venne successivamente recuperato dai russi, che lo rimisero in servizio nel 1916 con il nome di Prut.
Il 10 maggio, una squadra di pre-dreadnought russe fece una sortita per bombardare le fortificazioni sul Bosforo. Il Goeben prese il mare per affrontarla e ne ingaggiò tre. Centrato da due colpi senza subire gravi danni, riuscì a fuggire grazie alla sua elevata velocità.
Nello stesso anno, l'ingresso in servizio delle prime due unità della classe Imperatrica Marija (Imperatrica Marija e Imperatrica Ekaterina Velikaja) cambiò il rapporto di forze in campo a favore dei russi. Infatti, si trattava di grandi navi da battaglia monocalibro (Dreadnoughts), che erano in grado di affrontare, anche da sole, il Goeben (fino a quel momento nettamente superiore alle singole navi russe). A questo occorre anche aggiungere il deterioramento delle condizioni dell'incrociatore ex tedesco: infatti, visto che veniva utilizzato praticamente per ogni importante operazione, iniziava ad accusare l'usura delle componenti, con frequenti avarie ai motori. La nave necessitava di operazioni di revisione, che però i turchi non erano in grado di effettuare a causa della mancanza di bacini di carenaggio adeguati (basti pensare che i danni prodotti dalle mine, nel dicembre 1914, erano stati riparati con il cemento).

### 1916

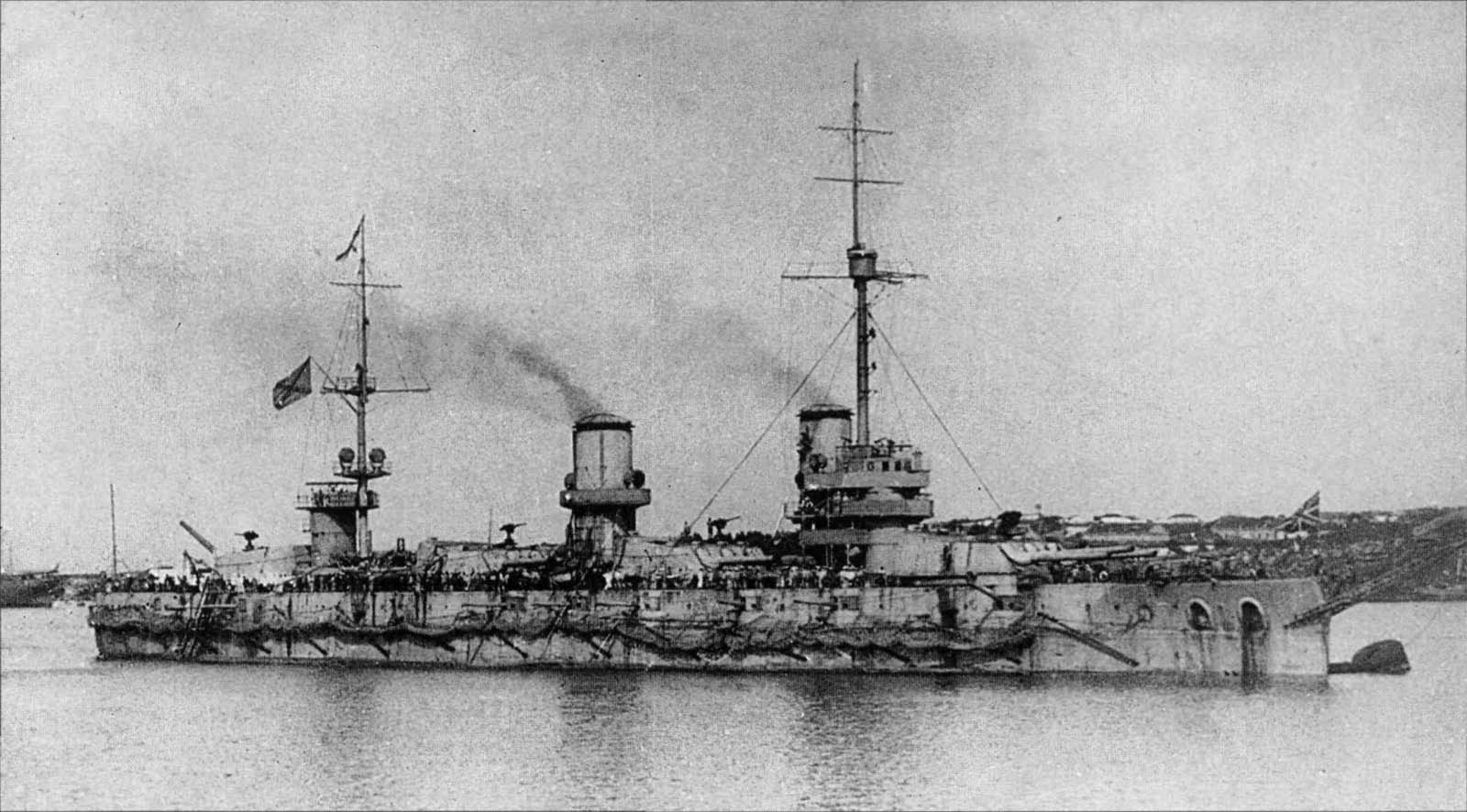
LImperatrica Marija a Sebastopoli.

A partire dal 1916, gli ottomani rinunciarono in pratica ad azioni navali in grande stile contro le forze russe, a causa dell'eccessiva disparità. Gli unici problemi, per le navi dello zar, erano dati dai sommergibili tedeschi. La Kaiserliche Marine, infatti, aveva inviato un gruppo di U-Boot in appoggio agli ottomani, che erano sprovvista di unità di questo tipo. Operando dai porti di Costantinopoli e Varna, riuscirono ad affondare oltre 110000 tonnellate di naviglio nemico. Complessivamente, ne furono schierati 14, con un massimo di 11 esemplari presenti contemporaneamente. Le perdite ammontarono a sei battelli (di cui quattro negli ultimi tre mesi del 1916).
Nel Mar Nero operarono anche alcuni sommergibili francesi ed inglesi, che ottennero qualche vittoria. Tuttavia, furono tutti ritirati nel gennaio 1916, quando si concluse la campagna dei Dardanelli.
Il 9 febbraio le forze navali dello zar, guidate dalla nave da battaglia Imperatrica Ekaterina, bombardarono il porto bulgaro di Varna. Una piccola unità affondò a causa dell'urto con una mina.
Nel mese di aprile, la marina russa appoggiò le operazioni di terra che portarono alla caduta di Trebisonda. Nel mese di luglio, venne nominato comandante della flotta del Mar Nero l'ammiraglio Aleksandr Vasil'evič Kolčak, che inaugurò una condotta della guerra navale decisamente più aggressiva.
Tuttavia, il 20 ottobre 1916, la moderna nave da battaglia Imperatrica Marija affondò mentre era alla fonda a Sebastopoli, a causa dell'esplosione del deposito dei proiettili da 305 mm: si trattò della maggiore perdita della guerra per la marina zarista. Le indagini successive rivelarono che l'esplosione era stata probabilmente accidentale, ma l'ipotesi del sabotaggio non fu mai esclusa del tutto. I russi mantennero comunque la supremazia navale, anche perché l'anno successivo entrò in servizio la Imperator Aleksandr III.
Il 28 o il 30 ottobre (la data è incerta) gli ottomani dovettero abbandonare il cacciatorpediniere Gairet-i-Watanije, che si era arenato al largo di Varna.

### 1917
Le operazioni navali nel 1917 furono molto scarse. La marina ottomana, in pratica, non ingaggiò più combattimenti con quella russa. Quest'ultima, forte della sua superiorità, continuò a condurre azioni di bombardamento in appoggio alle truppe di terra sul Caucaso e di scorta ai convogli.
Nel novembre 1917, tuttavia, a causa della situazione determinatasi nell'impero zarista per la rivoluzione, i russi interruppero in pratica ogni attività.

### 1918
Le attività navali nel Mar Nero nel 1918 furono estremamente scarse. Il 13 maggio, in seguito al trattato di Brest-Litovsk, le truppe tedesche entrarono a Sebastopoli via terra e disarmarono la flotta. Alcune unità (tra cui le due navi da battaglia) furono condotte da equipaggi volontari presso il porto di Novorossisk. La flotta del Mar Nero si trovò quindi coinvolta nella guerra civile. Alcuni equipaggi si dichiararono fedeli alla neonata Ucraina, issando su alcune navi la relativa bandiera. Poco tempo dopo un cacciatorpediniere, controllato dai bolscevichi, affondò con un siluro l'Imperatrica Ekaterina. Le navi superstiti andarono quindi a costituire il nucleo di quelle armate bianche che tentarono di contrastare senza successo la rivoluzione.
La marina ottomana, negli ultimi mesi di guerra, fu inoltre attiva per il trasporto di truppe verso i porti russi della flotta del Mar Nero.